# 管围巧言虫
管围巧言虫（学名：Eumida tubiformis）为叶须虫科围巧言虫属的动物。分布于鄂霍次克海、千岛群岛、日本海、加利福尼亚，包括黄海等海域，常见于潮间带和潮下带软相底质以及一般水深10-20m。